# Olympische Sommerspiele 2020/Teilnehmer (Aruba)
| Gelbes Symbol für Goldmedaillen mit stilisierten Olympischen Ringen | Graues Symbol für Silbermedaillen mit stilisierten Olympischen Ringen | Braundes Symbol für Bronzemedaillen mit stilisierten Olympischen Ringen |
| ------------------------------------------------------------------- | --------------------------------------------------------------------- | ----------------------------------------------------------------------- |
| —                                                                   | —                                                                     | —                                                                       |

Aruba nahm an den Olympischen Spielen 2020 in Tokio teil. Es war die insgesamt neunte Teilnahme an Olympischen Sommerspielen. Das Aruban Olympic Comitee nominierte insgesamt drei Athleten in zwei Sportarten.

## Teilnehmer nach Sportarten

### Schießen
| Athleten      | Wettbewerb           | Qualifikation   | Qualifikation | Finale          | Finale | Ringe/ Scheiben | Rang |
| Athleten      | Wettbewerb           | Ringe/ Scheiben | Rang          | Ringe/ Scheiben | Rang   | Ringe/ Scheiben | Rang |
| ------------- | -------------------- | --------------- | ------------- | --------------- | ------ | --------------- | ---- |
| Männer        |                      |                 |               |                 |        |                 |      |
| Philip Elhage | Luftpistole 10 Meter | 556             | 34            | —               | —      | 556             | 34   |

### Schwimmen
| Athleten         | Wettbewerb     | Runde 1     | Runde 1 | Halbfinale    | Halbfinale    | Finale        | Finale        | Rang |
| Athleten         | Wettbewerb     | Zeit        | Rang    | Zeit          | Rang          | Zeit          | Rang          | Rang |
| ---------------- | -------------- | ----------- | ------- | ------------- | ------------- | ------------- | ------------- | ---- |
| Männer           |                |             |         |               |               |               |               |      |
| Mikel Schreuders | 100 m Freistil | 49,31 s     | 30      | ausgeschieden | ausgeschieden | ausgeschieden | ausgeschieden | 30   |
| Mikel Schreuders | 200 m Freistil | 1:49,43 min | 33      | ausgeschieden | ausgeschieden | ausgeschieden | ausgeschieden | 33   |
| Frauen           |                |             |         |               |               |               |               |      |
| Allyson Ponson   | 50 m Freistil  | 26,03 s     | 39      | ausgeschieden | ausgeschieden | ausgeschieden | ausgeschieden | 39   |